# Albert Tošovský
Albert Tošovský (* 21. června 1975 Praha) je český manažer a podnikatel, člen hnutí STAN, lídr kandidátky hnutí ve volbách v roce 2022 do Zastupitelstva města Karlovy Vary.

## Život
Narodil se v Praze, kde strávil významnou část svého osobního a profesního života. Pozdější události ho přivedly do Karlových Varů, kde žije přes 20 let.
Za svou kariéru získával zkušenosti zejména na obchodních a provozních manažerských pozicích v českých a nadnárodních společnostech, i v rámci vlastního podnikání. Od roku 2014 řídí společnosti ACTIVE SEARCH a ACTIVE AGE a od roku 2015 i společnost KANDIDÁTI. Všechny se zabývají managementem lidských zdrojů a tzv. interim managementem. Pro klienty připravuje analýzy fungování společností zejména v oblasti obchodu, provozu a lidských zdrojů.
Albert Tošovský žije ve městě Karlovy Vary.

## Politické působení
V komunálních volbách v roce 2022 byl lídrem kandidátky hnutí hnutí STAN do Zastupitelstva města Karlovy Vary a tudíž i kandidátem na post primátora. Do zastupitelstva města se však nedostal.